# Список монархов Лаоса
История Лаоса традиционно отсчитывается с 1353 года, когда правитель небольшого северолаосского княжества Сава (Мыанг Суа) с центром в современном Луангпхабанге, Фа Нгум, объединил окружающие его земли в королевство Лансанг.
В XVIII веке Лансанг пришёл в упадок и распался на три королевства — Луангпхабанг, Вьентьян и Тямпасак. После десятилетий доминирования Вьетнама и Сиама они стали французским протекторатом, при этом лишь Луангпхабанг сохранил формальную независимость и оставался монархией.
В 1946 году Лаос получил независимость от Франции, при этом было образовано королевство Лаос. Оно прекратило своё существование в 1975 году, когда после долгих лет гражданской войны была образована Лаосская народно-демократическая республика.

## Мыанг Суа (княжество Сава)
- Кхун Ло

## Королевство Лансанг
- Фа Нгун, 1353-73
- Самсенетай (Сам Сене Таи) ,1373-1416
- Лам Кхан Денг,1416-28
- Помматат,1428-29
- Пак Хуей Луонг,1429-30
- Тоа Саи,1430
- Найя Кхан,1430-1430
- Чиен Сан,1433-34
- Неизвестный,1434-35
- Кам Кхеут,1435-38
- Нанг Кео Пхимпха, 1438
- Саи Тиакапат,1438-79
- Тене Кхам,1479-86
- Ла Сене Таи,1486-96
- Сомпху (Саи Пу),1496-1501
- Висунарат (Ви Сун) ,1501-20
- Потисарат (Поти Сарат) ,1520-48
- Сеттатират (Сетхатхиратх I),1548-71
- Сене Сулинта,1571-75
- Маха Упахат,1575-80
- Сене Сулинта,1580-82
- Накхоне Нои,1582-83
- Междуцарствие,1583-89
- Нукео Коумане,1591-96
- Таммикарат,1596-1622
- Упагнуварат,1622-23
- Поти Сарат II,1623-27
- Мони Кео,1627-?
- Упагноварат,?
- Тоне Кхам,?
- Висаи,?-1637
- Сулинга Вонгса,1637-94
- Тиан Тала,1694-1700
- Нан Тарат,1700
- Саи Онг Хюэ,1700-1707

## Королевство Луангпхабанг
| Король             | Начало правления | Конец правления  | Примечания |
| ------------------ | ---------------- | ---------------- | --- |
| Китсарат           | 1707             | 1713             | |
| Онг Кхам           | 1713             | 1723             | |
| Тао Анг            | 1723             | 1749             | |
| Интаравонгса       | 1749             | 1749             | |
| Интафом            | 1749             | 1749             | |
| Сотика-Коумане     | 1749             | 1768             | |
| Суринявонг II      | 1768             | 1788             | |
| Сиамская оккупация | 1788             | 1792             | |
| Анурута            | 3 февраля 1792   | 1793             | Первое правление |
| Сиамская оккупация | 1793             | 2 июня 1794      | |
| Анурута            | 2 июня 1794      | 31 декабря 1819  | Второе правление |
| Мантатурат         | 31 декабря 1819  | 7 марта 1837     | Регент Ануруты с 1817 по 31 декабря 1819; жил как монах в Бангкоке с 1825 по 1826, оставляя управление государством тайцам |
| Ункео              | 1837             | 1838             | Регент |
| Сукха Сём          | 1838             | 23 сентября 1850 | |
| Шанта-Куман        | 23 сентября 1850 | 1 октября 1868   | |
| Оун Кхам           | 1 октября 1868   | 15 декабря 1895  | Закарине был регентом Оуна Кхама с апреля 1888 по 15 декабря 1895                                                          |
| Сисаванг Вонг      | 26 марта 1904    | 27 августа 1946  | После получения независимости от Франции стал королём новосозданного королевства Лаос                                      |

## Королевство Вьентьян
| Король                     | Начало правления | Конец правления | Примечания |
| -------------------------- | ---------------- | --------------- | --- |
| Сетхатхиратх II            | 1707             | 1730            | |
| Онг Лонг                   | 1730             | 1767            | |
| Бунсан                     | 1767             | 1778            | Первое правление |
| Сиамское правление         | 1778             | 1780            | |
| Бунсан                     | 1780             | ноябрь 1781     | Второе правление |
| Нантхесан                  | 21 ноября 1781   | январь 1795     | |
| Интхавонг Сетхатхиратх III | 2 февраля 1795   | 7 февраля 1805  | Коронован 23 июля 1795                                                                                               |
| Анулуттхалат (Анувонг)     | 7 февраля 1805   | 12 ноября 1828  | Проиграл войну против Сиама, был взят в плен и доставлен в Бангкок, где и умер. Королевство включено в состав Сиама. |

## Королевство Тямпасак
| Король        | Начало правления | Конец правления | Примечания |
| ------------- | ---------------- | --------------- | ---------- |
| Нокасад       | 1713             | 1737            |            |
| Саякумане     | 1737             | 1791            |            |
| Фай На        | 1791             | 1811            |            |
| Но Муонг      | 1811             | 1811            |            |
| Маной         | 1813             | 1819            |            |
| Чао Ё         | 1819             | 1826            |            |
| Хуай          | 1826             | 1841            |            |
| Нарк          | 1841             | 1851            |            |
| Буа           | 1851             | 1852            |            |
| Междуцарствие | 1852             | 1856            |            |
| Кхам Най      | 1856             | 1858            |            |
| Междуцарствие | 1858             | 1863            |            |
| Кхам Сук      | 1863             | 1900            |            |
| Ратсаданай    | 1900             | 1904            |            |

## Королевство Лаос
| Король          | Начало правления | Конец правления | Примечания |
| --------------- | ---------------- | --------------- | --- |
| Сисаванг Вонг   | 23 апреля 1946   | 20 октября 1959 | После получения независимости от Франции было создано королевство Лаос, первым главой которого стал король Луангпхабанга |
| Саванг Ватхана  | 30 октября 1959  | 2 декабря 1975  | Отрёкся от престола; отказался покинуть страну и умер в лагере                                                           |
| Суливонг Саванг | 1978             | По сей день     | Внук последнего короля, возглавляет королевский дом в изгнании, проживает в Париже                                       |